# Haroldaphodius panticosus
Haroldaphodius panticosus är en skalbaggsart som beskrevs av Bordat 2003. Haroldaphodius panticosus ingår i släktet Haroldaphodius och familjen Aphodiidae. Inga underarter finns listade i Catalogue of Life.